# ISO 3166-2:MC
ISO 3166-2:MC is een ISO-standaard met betrekking tot de zogenaamde geocodes. Het is een subset van de ISO 3166-2 tabel, die specifiek betrekking heeft op Monaco. 
De gegevens werden tot op 13 december 2011 geüpdatet op het ISO Online Browsing Platform (OBP). Hier worden 17 wijken - quarter (en) / quartier (fr) – gedefinieerd.
Volgens de eerste set, ISO 3166-1, staat MC voor Monaco, het tweede gedeelte is een tweeletterige code.

## Codes
| Code  | Naam                |
| ----- | ------------------- |
| MC-FO | Fontvieille         |
| MC-JE | Jardin Exotique     |
| MC-CL | La Colle            |
| MC-CO | La Condamine        |
| MC-GA | La Gare             |
| MC-SO | La Source           |
| MC-LA | Larvotto            |
| MC-MA | Malbousquet         |
| MC-MO | Monaco-Ville        |
| MC-MG | Moneghetti          |
| MC-MC | Monte-Carlo         |
| MC-MU | Moulins             |
| MC-PH | Port-Hercule        |
| MC-SR | Saint-Roman         |
| MC-SD | Sainte-Dévote       |
| MC-SP | Spélugues           |
| MC-VR | Vallon de la Rousse |